# .hn
.hn este un domeniu de internet de nivel superior, pentru Honduras (ccTLD).